# 水壩潰決

1975年8月河南“75·8”水库溃坝洪水淹没范围

水壩潰決屬於較為罕見的事件，然而一旦發生便會造成水壩所在之下游地區的重大破壞以及人員傷亡。根據國際人道主義法，水壩因其可能造成對上下游居住民眾以及環境有重大的影響，而被認定為“具有高度危險性的設施”。
1975年8月，中國河南省板橋水庫及其下游其餘水壩連帶的潰決事件是當今中國史上造成最多傷亡的水壩潰決事件。這起事件估計共造成24万人罹難和一千一百萬人失去家園。2005年该事件被美国《探索频道》评为世界历史上最重大的人为技术灾难第一名。
2012年，巴西里約熱內盧州北方有座城鎮坎普斯-杜斯戈伊塔卡济斯，當時其上游水壩開始發生潰決事件，但巴西政府未能強制撤離當地居民千餘人離開自己的家園。坐鎮撤離行動的官員們描述，當時的目的是在該地區遭到洪水淹沒前疏散居民，並表示當時幾乎是在與時間賽跑。自從該事件後，巴西政府正式確立了水壩潰決預警系統，以利於當水壩發生潰決事件前，能有效地疏散下游地區居住的民眾。

## 造成水壩潰決的主因
造成水壩潰決的常見原因包括：

針對具有高度危險性的工程和裝置所使用的國際專用標誌

- 不合標準的建築材料或技術（格萊諾水壩）。
- 溢洪道設計錯誤（南福克水壩，類似因素的事件還有格倫峽谷水壩）。
- 由於測量誤差或是水開始注入水庫使水位產生變化而造成的地質不穩定（马尔帕塞拱坝）。
- 大面積地滑導致山體直接沖入水庫之中（瓦伊昂大坝 – 不完全的水壩潰決，但卻造了幾乎整體的水庫蓄水區位移以及水溢滿壩頂）。
- 疏於維護，尤其是針對水壩溢水設施部分（草坪湖水壩，瓦爾迪史塔瓦水壩）。
- 臨界注水（沙基德水壩）。
- 人為，電腦或設計因素（布法羅河洪水，戴爾戴克水庫，Taum Sauk 水力發電廠）。
- 壩體內部侵蝕，尤其針對土壩部分（特頓水壩）。
- 地震。

### 蓄意潰壩
在部分狀況下，有些水壩潰決事件是人為因素刻意引起的， （在國際人道主義法裁決之前） 如英國皇家空軍在第二次世界大戰時期，針對當時德國的水壩破壞任務，懲罰行動，其中三座橫跨於魯爾河以及埃德爾河的水壩，被認定為摧毀它將會影響德國的基礎設施，製造業以及電力供應系統的重要目標，而這項任務後來成為了幾部電影拍攝時的根據。
其他案例還有在颱風妮娜襲擊中國時，當時中國政府將大量的水壩試圖在其潰決之前率先破壞它。此次颱風造成了目前被認為2,000年才一次的洪水，而這些水壩卻因其設計，幾乎沒有經歷過如此大量的洪水。在河南省有60多座水库溃坝，为当地带来巨大人员和经济损失。

## 重大潰壩事故列表
| 水壩 / 事件                                  | 發生年代   | 所在地區                                        | 罹難人數        | 詳細資訊 |
| -------------------------------------------- | ---------- | ----------------------------------------------- | --------------- | --- |
| 馬里卜水壩                                   | 575        | 葉門，示巴王國                                  |                 | 未知原因，可能為疏於管理。由於灌溉系統的故障，導致有超過50,000名來自葉門的難民離開家園。 |
| 布里奇斯水壩                                 | 1802       | 西班牙，洛爾卡                                  | 608             | 1,800棟房屋以及40,000棵樹木被沖毀。 |
| 越橘水庫                                     | 1852       | 英國，霍姆山谷                                  | 81              | 因大雨造成潰決。 |
| 戴爾戴克水庫                                 | 1864       | 英國，南約克郡                                  | 244             | 水壩構造物本身缺陷，原為小裂縫，後擴大直到水壩潰決。超過600間房屋被摧毀。 |
| 入鹿池                                       | 1868       | 日本，愛知縣，犬山市                            | 941（官方确认） | 下大雨，从四月下旬的影响，土坝将崩溃于5月13日，在下游湖入鹿满溢出积水，损伤开始犬山，岩仓，春日井，津岛，弥富，以小牧也有人到达。报告正式确认房屋計有807棟糟冲刷，遭淹没房屋有11,709棟。 |
| 磨河水壩                                     | 1874       | 美國，威廉斯堡                                  | 139             | 寬鬆的法規和削減成本導致不佳的水壩設計，而當水庫蓄滿時即發生潰決。 6億加侖水衝向水壩下游，並沖毀4個鎮，該事件當時登上美國的國家頭條新聞。也因該事件使得水壩建設上有加強監管的措施。 |
| 南福克水壩                                   | 1889       | 美國，約翰斯敦                                  | 2,209           | 水壩潰決之主因實際應歸咎於水壩擁有者維護不善，然而法院則認定該事件是“天災”。其次原因是異常的強降雨。此事件造成約翰斯敦爆發洪水，並且共有1600棟房屋沖毀。 |
| Walnut Grove 水壩                            | 1890       | 美國，威肯勃格                                  | 100             | 大雪及大雨雙重襲擊導致水壩潰決，該事件後水壩主任工程師公開表示水壩需要加強其土質結構。 |
| Gohna 湖水壩                                 | 1894       | 印度，加瓦爾專區                                | 1               | 由於山體滑動導致水壩潰決，而印度政府當時及時撤離山谷中的居民，讓多數民眾幸免於難。 |
| 麥當勞水壩                                   | 1900       | 美國，德克薩斯州                                | 8               | 超出容量而造成潰決。 |
| 豪瑟水壩                                     | 1908       | 美國，赫勒拿                                    | 0               | 由於嚴重水災加上水壩本身結構品質粗劣，導致水壩潰決，當時水壩施工人員曾試圖警告下游居民以利於避難。 |
| 奧斯汀水壩                                   | 1911       | 美國，奧斯汀 (賓夕法尼亞)                       | 78              | 低劣的設計，利用炸藥來解決其結構問題，也造成奧斯汀鎮的造紙廠與其他產業遭到破壞。 |
| 傑斯納水壩                                   | 1916       | 奧匈帝國（現今捷克共和國），傑斯納 (捷克共和國) | 62              | 施工缺陷造成水壩潰決。 |
| Toxaway湖水壩                                | 1916       | 美國，特蘭西瓦尼亞郡                            | 0               | 大雨造成水壩潰決，1960年代時重建。 |
| 斯威特沃特水壩                               | 1916       | 美國，聖地牙哥郡                                | 0               | 洪水溢頂。 |
| 下奧泰水庫                                   | 1916       | 美國，聖地牙哥郡                                | 14              | 洪水溢頂。 |
| Tigra 水壩                                   | 1917       | 印度，瓜廖爾                                    | 1,000           | 水壩底部遭到滲透導致潰決，死亡人數或許更多。 |
| 格萊諾水壩                                   | 1923       | 義大利，貝加莫省                                | 356             | 品質低劣的施工品質與設計方式。 |
| Llyn Eigiau水壩以及Coedty 水庫               | 1925       | 英國，Dolgarrog                                 | 17              | 來自Llyn Eigiau流出的洪水沖毀Coedty水庫。該水壩的興建承包商將事件發生的原因歸罪於政府針對其建設案削減成本導致結構不佳，然而25“的雨量在此之前已經下了連續五天。 |
| 聖法蘭西斯水壩                               | 1928       | 美國，聖塔克拉利塔                              | 600             | 峽谷壁的地質不穩定造成水壩潰決，然而因當時技術不成熟，導致興建前該問題未被檢測出。 |
| 莫拉雷災難                                   | 1935       | 義大利，莫拉雷                                  | 111             | 水壩基座地質不穩定加上洪水導致水壩潰決。 |
| 幌内水庫潰決                                 | 1941       | 日本，北海道，雄武町                            | 60（官方确认）  | 流域暴雨来袭。这是机会溃坝，报告正式确认受害者是220，冲毁房屋32， |
| 伊蘭山谷水庫                                 | 1942       | 英國，伊蘭山谷                                  | 0               | 在第二次世界大戰懲罰行動準備前遭到炸毀。 |
| 埃德湖水壩                                   | 1943       | 德國，魯爾區                                    | 70              | 在第二次世界大戰懲罰行動中遭到大規模炸毀。 |
| 默訥水庫                                     | 1943       | 德國，魯爾區                                    | 1,579           | 在第二次世界大戰懲罰行動中遭到炸毀。11家工廠被毀，114嚴重受損。 |
| 平和水庫潰決                                 | 1951       | 日本，京都府，龟冈市                            | 117（官方确认） | 在大雨中，吞噬了下游部分村泥泞的河流和折叠灌溉池塘的和平池塘，正式确认报道80房屋受损龟冈损坏及周边地区， |
| 坦吉瓦災難                                   | 1953       | 紐西蘭，旺阿伊胡河                              | 151             | 鲁阿佩胡山火口湖潰決。 |
| 大正水庫潰決                                 | 1953       | 日本，京都府，井手町                            | 108（官方确认） | 下大雨，突出与“第二谷塘”的影响， |
| 貝加德特拉                                   | 1959       | 西班牙，利貝迪拉哥                              | 144             | 根據水壩建築工人的證詞，水壩本身的建築品質上有嚴重的結構性缺陷問題。在1月9日晚間，長達150公尺的水壩爭牆潰決，導致將近80萬立方米的蓄水向下游宣洩。 |
| Malpasset水壩                                | 1959       | 法國，蔚藍海岸                                  | 423             | 地質斷層可能在施工過程中，因使用炸藥而導致斷層活動提升；並且初步地質探勘不全面。此次事件造成兩個村莊被沖毀。 |
| 1961年Kurenivka土石流事件                    | 1961-03-13 | 烏克蘭，基輔                                    | 1,500           | 暴雨造成2,000人死亡。 |
| Panshet水壩                                  | 1961       | 印度，浦那                                      | 1,000           | 因累積雨水的壓力導致壩牆爆裂。 |
| 鮑德溫山水庫                                 | 1963       | 美國，洛杉磯                                    | 5               | 由於當地過度開發的油田導致壩基下陷。此事件共造成277棟房屋被毀。 |
| 斯波爾丁水壩（金神大賭場公園）               | 1963       | 美國，諾威奇                                    | 6               | 估計超過$6萬美元的損失。 |
| 維昂特水壩                                   | 1963       | 義大利，Monte Toc                               | 2,000           | 嚴格來說，由於壩體結構沒有倒塌，仍然屹立不倒，因此該事件不算是水壩潰決。該事件起因為，因水庫蓄水後導致山谷地質的支撐牆作用失效，讓大量的土石每小時以110公里的速度滑入湖中;湖水漫過壩頂沖向下游。而山谷部分由於先前已被錯誤地評估為地質安定狀態，導致村落沒有遷移，因而被徹底毀滅。                        |
| 斯威夫特水壩                                 | 1964-06-10 | 美國，蒙大拿州                                  | 28              | 大雨造成水壩潰決。 |
| Mina Plakalnitsa                             | 1966       | 保加利亞，弗拉察                                | 107             | 在Plakalnitsa銅礦附近弗拉察的尾礦壩潰決。導致450,000立方米的泥沙雨水淹沒弗拉察和 Zgorigrad 附近的村莊，遭受了大範圍的破壞。官方公佈的罹難人數是107人，而非官方的估計則是大約有500人喪生。 |
| Sempor 水壩                                  | 1967       | 印尼，中爪哇省                                  | 2,000           | 山洪暴發漫過了施工中的水壩。 |
| 1971年 Certej 水壩潰決事件                   | 1971       | 羅馬尼亞，Certej Mine                           | 89              | 尾礦壩建的過高，導致大量有毒的礦砂漫入上切爾泰茹鄉。 |
| 布法羅河洪水                                 | 1972       | 美國，西維吉尼亞州                              | 125             | 由於當地煤炭開採公司所興建的水壩其結構鬆散且不穩定，後因大雨而潰決。此事件共造成1,121人受傷，507棟房屋被毀，超過4,000人無家可歸。 |
| 1972年黑山洪水                               | 1972       | 美國，南達科塔州                                | 238             | 洪水，並且大壩排洪口遭雜物堵塞導致潰決。此事件共造成3,057人受傷，超過1,335棟房屋以及5,000輛汽車被毀。 |
| 板橋水庫 與 石漫灘水庫（河南“75·8”水库溃坝） | 1975       | 中國，河南省                                    | 240,000         | 妮娜颱風所夾帶的極端雨量超過了水壩最初設計的儲存量。此事件造成1100萬人失去了家園。為當今最嚴重的水壩潰決事件。 |
| 特頓水壩                                     | 1976       | 美國，愛達荷州                                  | 14              | 壩體滲水導致水壩潰決。讓下游高達13,000頭牛死亡。 |
| Laurel Run 水壩                              | 1977       | 美國，約翰斯敦                                  | 40              | 大量的暴雨和洪水漫過壩頂造成潰決，此事件造成五人死亡。並且當天還有六座水壩潰決。 |
| 凱利巴恩斯水壩                               | 1977       | 美國，喬治亞州                                  | 39              | 未知原因，可能原因為設計錯誤，由於水壩被其擁有者為了增加水力發電量而進行過幾次壩體加高工程。 |
| Machchu第二水壩                              | 1979       | 印度，莫爾維                                    | 5,000           | 暴雨和洪水的量超越了其水壩溢洪道的洩洪能力。早期，該市間的罹難人數被估計是1,800-25,000人之間，然而近期由 Sandersara 與 Tom Wooten 出版的書籍中指出，這起潰決事件真正的罹難人數約5,000-10,000人之間。 |
| 瓦迪蓋塔拉水壩                               | 1979       | 利比亞，班加西                                  | 0               | 大量洪水沖入水庫超出水壩的庫容上限以及最大排洪量。此次災害損壞了主壩以及完全沖毀興建中的副壩。 |
| 草坪湖水壩                                   | 1982       | 美國，洛磯山國家公園                            | 3               | 洩洪管道鏽蝕；水壩洩洪管道疏於維護。 |
| Tous 水壩                                    | 1982       | 西班牙，瓦倫西亞                                | 25              | 重大洪水加上壩體結構品質低劣，不合格的水壩維護人員以及當地已下達暴雨警報，多項因素造成此次事件。事發後隔天，當地新聞報導指出預估有40人罹難以及25人失蹤，爾後過幾天，罹難人數被下修到8至9人之間。一年後，LaVanguardia 表示，這起水壩潰決事件的正確罹難人數為25人。                                         |
| 瓦爾迪史提瓦水壩                             | 1985       | 義大利，泰塞羅                                  | 268             | 為壓低成本而造成的設計缺陷以及低劣的維護品質，而導致水壩排洪口故障，庫容壓力過高而衝破水壩。 |
| 上游水壩                                     | 1986       | 美國，華盛頓州                                  | 0               | 因雷擊動力系統，導致發電廠水輪機停擺，原試圖重新啟動，然而，備用電源系統也一併發生故障，使得長時間溢洪道閘門無法開啟。而庫容因無宣洩管路而造成壓力過大衝破水壩。（目前水壩已重建） |
| 坎特萊水壩                                   | 1986-04-20 | 斯里蘭卡，坎特萊                                | 180             | 品質低劣的維修品質，而導致壩體漏水，後續便引發潰決。此事件共摧毀了1,600棟房屋以及2,000畝的水田。 |
| 佩魯察水壩爆炸                               | 1993       | 克羅埃西亞，斯普利特-達爾馬提亞縣               | 0               | 過於草率的水壩引爆計畫，此事件是由撤退中的塞族武裝部隊所放置的炸藥而引發。 |
| Merriespruit 尾礦壩災害事件                  | 1994       | 南非，自由邦省                                  | 17              | 水壩因當地大雷雨所降下的水量導致潰決。水壩是在不可避免的環境下潰決。此事件造成大範圍的環境破壞。 |
| 薩格奈洪水                                   | 1996       | 加拿大，魁北克                                  | 10              | 當地下了長達兩週的連續降雨，造成嚴重的土壤膨脹現象，而河川與水庫的排洪狀況陸續產生。該次洪災後的調查發現，保護城市用的堤壩網絡維護不當。 |
| 草甸水壩                                     | 1996       | 美國，新罕布夏州                                | 1               | 由於設計和建設上的缺陷，以及嚴重的結冰現象導致水壩潰決。 |
| Opuha水壩                                    | 1997       | 紐西蘭，坎特伯雷區                              | 0               | 在水壩興建過程中遭遇暴雨期間，並且又發生施工缺失而導致水壩潰決，此事件後水壩仍繼續興建，目前已經完工啟用。 |
| 多尼亞納災難                                 | 1998-04-25 | 西班牙，安達魯西亞                              | 0               | 由於壩基上脆弱的黏土質滑動，導致過陡的水壩潰決，潰決後，讓4到5萬立方米的酸性尾礦廢水沖入瓜達幾維河，而該河流的其中一條支流，瓜迪亞馬爾河，是流入多尼亞納國家公園的主要水源，此河川已被聯合國教科文組織列為世界遺產。                                                                                      |
| 石岡水壩壩體變形事件                         | 1999-09-21 | 中華民國，臺中縣（現今臺中市）                  | 0               | 921集集大地震時，因車籠埔斷層錯動導致水壩第16號到第18號排洪道被嚴重擠壓。 |
| 馬丁郡煤礦泥漿噴流事件                       | 2000-10-11 | 美國，馬丁郡                                    | 0               | 煤礦泥漿儲蓄池潰決。此事件造成當地27,000戶居民的自來水供水系統發生汙染問題。此次的洩露事件比起先前曾是美國最嚴重洩露事件的在美國東南部比埃克森瓦爾迪茲公司石油洩漏事件大上30倍。 |
| Soběnov 水庫                                 | 2002       | 捷克共和國，Soběnov                             | 0               | 2002年歐洲水災中因雨量過大而被沖毀。 |
| Zeyzoun水壩                                  | 2002       | 敘利亞，Zeyzoun                                 | 22              | 此事件造成2,000人流離失所，並有超過10,000人受到水壩潰決後的洪水直接影響。 |
| Kadebreuk Wilnis                             | 2003       | 荷蘭，維爾尼斯                                  | 0               | 由於泥炭構造推製成的水壩在乾旱期間會變得比水重量還輕而上浮。該事件造成約1500名居民被疏散。 |
| 霍普米爾斯水壩                               | 2003-05    | 美國，北卡羅萊納州                              | 0               | 暴雨造成潰決。此事件下游共1,600人疏散。 |
| 銀湖水壩                                     | 2003-05-14 | 美國，密西根州                                  | 0               | 暴雨造成水壩及護岸流失，此事件中，下游共1,800人疏散。 |
| 大灣水壩                                     | 2004       | 美國，密西西比州                                | 0               | 一個小縫隙逐漸擴大而導致水壩潰決。此事件共造成104棟建築物受損或被毀。 |
| 卡馬拉水壩                                   | 2004-06-17 | 巴西，帕拉伊巴州                                | 3               | 低劣的維護品質，此事件造成3,000人無家可歸。第二次潰決發生在11天後。 |
| 沙基德水壩                                   | 2005       | 巴基斯坦，伯斯尼                                | 70              | 突然和極端的暴雨造成異常嚴重洪災。 |
| Taum Sauk水庫                                | 2005       | 美國，萊斯特維爾                                | 0               | 電腦/操作者失誤，當時儀器已顯示水壩出現問題卻沒受到水壩工作人員注意，讓水壩持續蓄水。並且，輕微的洩漏也削弱了排洪管道的管壁，最終導致潰決。不過下水庫的大壩承受住了上水庫大壩潰決引發的洪水衝擊。 |
| 坎普斯諾武斯水壩                             | 2006       | 巴西，坎普斯諾武斯                              | 0               | 隧道塌方。 |
| 古紹水壩                                     | 2006       | 奈及利亞，古紹                                  | 40              | 嚴重洪水。此事件造成約有500棟房屋被毀，1,000人流離失所。 |
| 嘉洛科水庫                                   | 2006       | 美國，考艾島                                    | 7               | 大雨及洪水造成。其中，有幾個可能造成水壩潰決因素，包括缺乏維護檢查和違法的水壩改建工程。 |
| 戴爾頓湖                                     | 2008-06-09 | 美國，戴爾頓湖                                  | 0               | 在2008年6月美國中西部洪水中潰決。 |
| 戈希攔河壩                                   | 2008       | 尼泊爾，戈希專區                                | 250             | 大雨造成潰決。在比哈爾邦北部，洪水影響了超過230萬人。 |
| 金士頓煤礦泥漿噴流                           | 2008-12-22 | 美國，羅恩郡                                    | 0               | 粉煤灰泥漿池潰決。 |
| Algodões 水壩                                | 2009-05-27 | 巴西，皮奧伊州                                  | 7               | 大雨造成潰決。80人受傷，2,000人無家可歸。 |
| 薩彥-舒申斯克水力發電廠                      | 2009-08-17 | 俄羅斯，薩亞諾戈爾斯克                          | 75              | 超負荷運轉的2#機組垂直振動加劇，並瞬間爆發，渦輪連同發電機轉子被強大能量彈射出運轉位置，近200米高程的水壓從機組漏洞中噴射而出，瞬間摧毀了發電廠廠房，正在帶負荷運行的另8台機組在水淹下遭受嚴重過電損傷（另一台因正在檢修未遭受電氣損害）。廠房中機組運行人員瞬間被灌頂洪流吞沒。                          |
| 古農湖大壩決堤事故                           | 2009       | 印尼，坦格朗                                    | 98              | 品質低劣的維護以及嚴重的季風雨造成潰決。 |
| 克孜勒阿加什水壩                             | 2010       | 哈薩克，克孜勒阿加什                            | 43              | 大雨和融雪造成水壩潰決。次事件共造成300人受傷，以及1,000人從村莊撤離。 |
| 霍普米爾斯水壩                               | 2010       | 美國，北卡羅萊納州                              | 0               | 天坑導致潰壩事件。此水壩的第二次潰壩事件，目前已計畫另建新壩。 |
| Testalinda 水壩                              | 2010-06-13 | 加拿大，奧利弗                                  | 0               | 大雨加上維護不佳導致潰決。共摧毀至少5棟房屋以及將97號高速公路掩埋。 |
| 德里水壩                                     | 2010-07-24 | 美國，愛荷華州                                  | 0               | 大雨造成洪水氾濫。此事件造成約8,000人被疏散。 |
| Niedow水壩                                   | 2010-08-07 | 波蘭，下西利西亞省                              | 1               | 大雨造成洪水漫過壩頂。 |
| 奧伊考氧化鋁工廠事故                         | 2010-10-04 | 匈牙利，奧伊考                                  | 10              | 氧化鋁工廠尾礦壩潰決導致100萬立方米的礦汙泥大面積汙染，幾天之內泥漿便迅速流至多瑙河。 |
| 肯梅爾資源公司尾礦壩                         | 2010-10-08 | 莫三比克，Topuito                               | 1               | 開鑿鈦金屬厚的淤泥尾礦庫壩潰決，後續300棟被沖毀的房屋已重建完成。 |
| 藤沼大壩                                     | 2011-03-11 | 日本，須賀川市                                  | 8               | 在2011年東日本大地震中被震壞潰決。導致7人死亡1人失蹤。日本當局表示，水壩潰決是由於地震所造成，並且自1930年以來，死亡人數便沒有向國際匯報。当地人曾在决堤前试图修补大坝。 |
| 坎普斯-杜斯戈伊塔卡濟斯水壩                  | 2012-01-04 | 巴西，坎普斯-杜斯戈伊塔卡济斯                   | 0               | 洪水氾濫後被沖毀潰決。4,000人無家可歸。 |
| 伊萬諾沃水壩                                 | 2012-02-06 | 保加利亞，比塞爾                                | 8               | 由於大量的融雪加上多處壩體縫隙長年未受妥當維修，導致潰決。此事件導致8人死亡，以及幾個村莊被淹沒。 |
| Köprü 水壩                                   | 2012-02-24 | 土耳其，阿達納省                                | 10              | 由於水壩導水隧道中的閘門在水壩第一次注滿水時發生的洪水沖毀而潰決，該事件共造成10名水壩工作人員罹難。 |
| Tokwe Mukorsi水壩                            | 2014-02-04 | 辛巴威，馬斯溫戈省                              | 0               | 由於高達90.3米（296英尺）的水壩其下游發生邊坡不穩定狀況而導致水壩潰決，其可能原因在於因水壩注滿水後的壓力所引發地質不穩定現象，而該事件發生前，當局已將下游居民疏散至上游地區。 |
| 班托羅德里格斯水壩災難                       | 2015-11-05 | 巴西，米納斯吉拉斯州                            | 17              | 二座尾礦壩潰決。造成一座村莊被毀以及600人緊急疏散。 |
| Xe-Pian Xe-Namnoy 水壩                       | 2018-07-23 | 寮國，阿速坡省                                  | 27              | 一座興建中的水力電廠水壩潰決，沖毀6個村莊，造成27死131人失蹤，6600人無家可歸。 |
| Sardoba Reservoir 薩爾多巴水庫               | 2020-05-01 | 烏茲別克，賽胡納巴德Saikhunabad                 | 0               | 這座2017年完工的水庫於2020年5月1日早晨發生潰壩事故，促使政府撤離7萬人，潰壩引發的大水造成50多人住院接受治療。3日後，靠近烏茲別克邊界的10座哈薩克村莊也遭受「嚴重洪患」，迫使哈薩克當局再撤離2萬2,000人 |
| 伊登维尔大坝和桑福德大坝                     | 2020-05-20 | 美国，密歇根州                                  |                 | 10,000人撤离 |
| 道里根加河水力發電廠大壩                     | 2021-02-07 | 印度，北阿坎德邦                                | 10              | 喜馬拉雅山的楠達德維山冰川發生斷裂事件，估計多達200人失蹤。 |
| 卡霍夫卡水電站水壩潰決事件                   | 2023-06-06 | 乌克兰，新卡霍夫卡                              | 未知            | 俄羅斯和烏克蘭互相指責對方摧毀水壩 |
| 德爾納水壩潰決事件                           | 2023-09-10 | 利比亞，德爾納                                  | 18000           | 2023年9月10日副熱帶風暴丹尼爾在利比亞東北部登陸，造成利比亞多個城市遭遇強降雨並引發山洪，10日晚利比亞北部城市德爾納兩座老舊大壩決堤，洪水摧毀了德爾納四分之一的城區。利比亞紅新月會稱洪災已在德爾納市已造成逾1.1萬人喪生，另有1萬餘人失蹤。德爾納市市長估計，德爾納市最終遇難人數可能「達到1.8萬至2萬人」 |

## 資料來源
1. ↑  . 凤凰网.   [2020-03-23]. （原始内容存档于2020-03-30）.
2. ↑  . 中国网.   [2016-10]. （原始内容存档于2017-01-31）.
3. ↑  . BBC. 2012-01-05  [2015-11-17]. （原始内容存档于2015-11-21）.
4. ↑  .   [2015-11-17]. （原始内容存档于2015-11-18）.
5. 1 2 3 4 5 6 7 8 9 10 11 12 13 14 15  RAFAY FAROOQ. . chillopedia. 2013-06-28  [2015-11-11]. （原始内容存档于2015-11-18） （英语）.
6. ↑  w:ja:入鹿池#入鹿切れ
7. ↑  . The Daily Courier.   [2015-01-30]. （原始内容存档于2015-11-18）.
8. ↑  [永久]（日文）
9. 1 2   （页面存档备份，存于）（日文）
10. ↑  .   [2015-11-17]. （原始内容存档于2023-09-16） （西班牙语）.
11. ↑  .   [2015-11-17]. （原始内容存档于2016-04-01）.
12. ↑  Wohl, Ellen. . John Wiley & Sons. 2013: 338. ISBN 1118671562.
13. ↑  . Adevărul. 2013-08-31  [2013-03-30]. （原始内容存档于2013-12-17）.
14. ↑  . 2014-05-12  [2014-05-12]. （原始内容存档于2019-08-25）.
15. ↑   (PDF). ReliefWeb.   [2012-02-26]. （原始内容存档 (PDF)于2013-06-28）.
16. ↑  Chanson, Hubert Chanson Hubert.  (PDF). Dams: Impacts, Stability and Design. 2009. （原始内容 (PDF)存档于2012-09-02）.
17. ↑  . Hawaii Reporter.   [2013-07-24]. （原始内容存档于2014-11-04）.
18. ↑  . Movement of Dam Affected People. 2009-05-29  [2012-01-06]. （原始内容存档于2010-11-11）.
19. ↑  . chapter 9.   [2015-11-17]. （原始内容存档于2015-11-18）.
20. ↑  . Arab Times. 2011-03-12  [2011-03-14]. （原始内容存档于2011-04-07）.
21. ↑  Azuma, Kita. . MSN. 2011-03-12  [2011-03-14]. （原始内容存档于2011年4月18日） （日语）.
22. ↑  . Fukushima News. 2011-03-13  [2011-03-14]. （原始内容存档于2011年3月16日） （日语）.
23. ↑  . Fukushima News. 2011-03-12  [2011-03-14]. （原始内容存档于2011年3月14日） （日语）.
24. ↑  . BBC. 2012-01-05  [2012-01-06]. （原始内容存档于2015-11-21）.
25. ↑  . NoVinite. 2012-02-06  [2012-02-26]. （原始内容存档于2016-03-03）.
26. ↑  . Haberler. 2012-03-08  [2012-03-11]. （原始内容存档于2015-11-23） （土耳其语）.
27. ↑  . Emlak Kulisi. 2012-03-10  [2012-03-11]. （原始内容存档于2013年5月20日） （土耳其语）.
28. ↑  . 鉅亨網新聞.   [2015-11-16].[]
29. ↑  . 聯合新聞網.   [2018-07-26]. （原始内容存档于2018-07-26）.
30. ↑  . 中央通訊社.   [2020-05-04]. （原始内容存档于2020-05-10）.
31. ↑  . www.guancha.cn.   [2020-06-05]. （原始内容存档于2020-06-05）.
32. ↑  . 三立新聞網.   [2021-02-08]. （原始内容存档于2021-02-08）.
33. ↑  . www.aljazeera.com.   [2023-06-06]. （原始内容存档于2023-06-06） （英语）.

## 外部連結
- A list of dam failures and incidents in the United States Dam Safety.org
- Chronology of major tailings dam failures from 1960 （页面存档备份，存于） WISE Uranium Project
- Chanson, H. (2009) Application of the Method of Characteristics to the Dam Break Wave Problem （页面存档备份，存于） Journal of Hydraulic Research, IAHR, Vol. 47, No. 1, pp. 41–49 doi:10.3826/jhr.2009.2865 (ISSN 0022-1686). Available as a pdf at  （页面存档备份，存于）
- Dam Failure and Flood Event Case History Compilation Bureau of Reclamation